# 黑老虎
黑老虎（学名：Kadsura coccinea，或称布福娜）为五味子科南五味子属下的一个种。

## 扩展阅读
- 維基物種上的相關：黑老虎

## 外部連結
- 黑老虎 Hei Lao Hu （页面存档备份，存于） 中藥標本數據庫 (香港浸會大學中醫藥學院) （繁體中文）（英文）